# Caroline Semaille
Caroline Semaille, née en 1967, est une médecin de santé publique, épidémiologiste et infectiologue française. Elle est directrice générale de l'Agence nationale de santé publique depuis le 23 février 2023. 

## Biographie
Née en 1967, Caroline Semaille est une médecin praticien hospitalier spécialiste en santé publique et en maladies infectieuses. 
En 1999, elle effectue sa première mission humanitaire, s'occupant, seule, d'un dispensaire à la frontière irako-iranienne. En 2000, elle rejoint l'Institut de veille sanitaire (désormais nommé Santé Publique France) en tant que médecin épidémiologiste du programme EuroHIV. Elle y prend deux ans plus tard la direction de l'Unité VIH/Sida, IST et hépatites.
Elle est membre du Haut Conseil de la santé publique (HCSP) de 2013 à 2019 et participe également à la Commission nationale de la déontologie et des alertes en matière de santé publique et d'environnement. 
De mai 2019 à avril 2021, elle est directrice générale déléguée chargée du Pôle produits réglementés à l'Anses. En avril 2021, elle y est nommée directrice générale adjointe chargée des opérations. Elle est titulaire d'une habilitation à diriger des recherches en science de la vie et de la santé.
En février 2023, elle est nommée directrice de l'Agence nationale de santé publique,. 